# Западный Люндор
Западный Люндор — горный хребет на востоке Забайкальском крае России, в системе нагорья Олёкминский Становик.
Хребет протягивается в субширотном направлении на 70 км от верховьев реки Гуля до административной границы Забайкальского края с Амурской областью. Ширина хребта составляет 10—15 км. Преобладающие высоты 1200—1300 м, высшая точка — гора Урка (1600 м).
Хребет сложен преимущественно породами позднеархейского и протерозойского возраста. В рельефе преобладают среднегорья, расчленённые долинами рек. По склонам встречаются курумы, скальные выступы. Преобладающие типы ландшафта: горная тайга и гольцовые редколесья.

## Топографические карты
- Лист карты N-51-XIV Малоковали. Масштаб: 1 : 200 000. Состояние местности на 1961-1983 год. Издание 1986 г.